# Abdi (ville)
Pour les articles homonymes, voir Abdi (homonymie).
Abdi est une ville du Tchad. Elle est le chef-lieu du département du même nom dans la région du Ouaddaï.

## Géographie
La préfecture d'Abdi regroupe trois cantons (Abdi centre, Abker et Biéré). Le canton abkar est le centre économique et administratif du département.

## Éducation
Après les législatives de 2002, Habib Oumar Abdelziz est le député de cette circonscription. Abdi est passé de chef-lieu de canton à sous-préfecture en 2000, puis en 2008 est devenu un département.